# フクオウソウ
フクオウソウ（福王草、学名： Prenanthes acerifolia）はキク科フクオウソウ属の多年草。

## 特徴
茎の高さは35-100cmになり、全体に腺毛が多い。葉は有翼または無翼の柄をもって茎に互生し、茎を抱く。葉は茎の下部に集まり、葉身は円心形で掌状に3-7裂し、幅、長さとも6-10cm、縁には粗い鋸歯がある。
花期は8-9月。円錐花序に多数の頭花がつき、頭花の径は1.5cmで紫白色。頭花は横から下向きに咲き、舌状花だけからなる小花は10-13個つく。

## 分布と生育環境
本州、四国、九州に分布し、山地の林下に自生する。和名は、三重県菰野町の福王山に由来する。

## ギャラリー
- 頭花は10-13個の舌状花からなる。
- 葉は有翼の柄をもって茎を抱く。